# Brittany MacLean

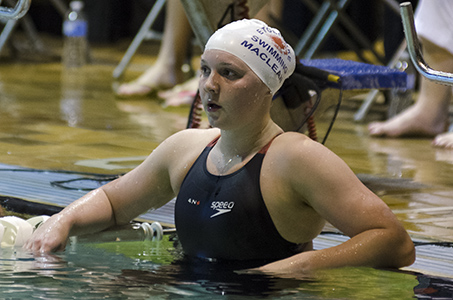
Brittany MacLean 2013 in Vancouver

Brittany MacLean (* 3. März 1994 in Mississauga, Ontario) ist eine ehemalige kanadische Schwimmerin. Sie gewann bei Olympischen Spielen eine Bronzemedaille. Hinzu kam einmal Bronze bei den Panamerikanischen Spielen und je einmal Silber und Bronze bei den Commonwealth Games.

## Sportliche Karriere
Brittany MacLean schwamm für den Etobicoke Swim Club. Von 2012 bis 2016 studierte sie an der University of Georgia und gewann mehrere Medaillen bei den Meisterschaften der National Collegiate Athletic Association. Brittany MacLeans ältere Schwester Heather MacLean schwamm ebenfalls international für Kanada.
Bei den Weltmeisterschaften 2011 in Shanghai belegte die kanadische 4-mal-200-Meter-Freistilstaffel mit Barbara Jardin, Julia Wilkinson, Samantha Cheverton und Brittany MacLean den siebten Platz mit sechs Sekunden Rückstand auf die Medaillenränge. Im Vorlauf waren die Kanadierinnen anderthalb Sekunden schneller geschwommen und hatten die zweitbeste Vorlaufzeit vorgelegt. Drei Wochen später trat MacLean bei den Juniorenweltmeisterschaften in Lima an. Dort gewann sie die Wettbewerbe über 200 Meter und über 400 Meter Freistil und wurde mit beiden Freistilstaffeln Zweite. Hinzu kamen vierte Plätze über 800 Meter Freistil und über 200 Meter Rücken.
Bei den Olympischen Spielen 2012 in London fand zunächst der Wettbewerb über 400 Meter Freistil statt. MacLean schwamm die sechstbeste Vorlaufzeit und wurde im Endlauf Siebte mit über drei Sekunden Rückstand auf die Gewinnerin der Bronzemedaille, die Britin Rebecca Adlington. Die 4-mal-200-Meter-Freistilstaffel mit Barbara Jardin, Samantha Cheverton, Amanda Reason und Brittany MacLean schwamm die drittbeste Vorlaufzeit und belegte im Finale den vierten Platz mit drei Sekunden Rückstand auf die drittplatzierten Französinnen.
Im Juli 2013 bei der Universiade in Kasan gewann MacLean mit beiden Freistilstaffeln die Bronzemedaille, wobei nur Paige Schultz und Brittany MacLean in beiden Staffeln mitschwammen. Sowohl über 200 Meter Freistil als auch über 400 Meter Freistil wurde MacLean Vierte hinter der Britin Caitlin McClatchey. Zwei Wochen später trat MacLean bei den Weltmeisterschaften in Barcelona nur mit der 4-mal-200-Meter-Freistilstaffel an. Samantha Cheverton, Barbara Rojas-Jardin, Brittany MacLean und Savannah King erreichten den sechsten Rang mit sieben Sekunden Rückstand auf Bronze.
Im Juli 2014 bei den Commonwealth Games in Glasgow wurde MacLean über 200 Meter Freistil und über 400 Meter Freistil jeweils Fünfte. Über 800 Meter Freistil siegte die Waliserin Jazmin Carlin vor der Neuseeländerin Lauren Boyle und Brittany MacLean. Mit der kanadischen 4-mal-200-Meter-Freistilstaffel wurde MacLean Zweite hinter den Australierinnen. Einen Monat später bei den Pan Pacific Swimming Championships 2014 in Gold Coast wurde MacLean über 800 Meter Freistil Dritte hinter Katie Ledecky aus den Vereinigten Staaten und Lauren Boyle. Die 4-mal-200-Meter-Freistilstaffel mit Brittany Maclean, Samantha Cheverton, Alyson Ackman und Emily Overholt schlug als Dritte hinter dem US-Quartett und den Australierinnen an. Über 400 Meter Freistil wurde MacLean Vierte mit 0,58 Sekunden Rückstand auf die drittplatzierte Lauren Boyle. Schließlich gewann über 1500 Meter Freistil Ledecky vor Boyle und MacLean.
2015 war Toronto Austragungsort der Panamerikanischen Spiele. Über 800 Meter Freistil belegte MacLean den vierten Platz mit einer Sekunde Rückstand auf die drittplatzierte Venezolanerin Andreina Pinto. Mit der 4-mal-200-Meter-Freistilstaffel gewann MacLean die Bronzemedaille. Im Jahr darauf bei den Olympischen Spielen 2016 in Rio de Janeiro war Brittany MacLean zunächst über 400 Meter Freistil im Wasser. Sie schwamm sowohl im Vorlauf als auch im Endlauf die fünftbeste Zeit. Über 200 Meter Freistil schied sie als 10. im Halbfinale aus. Die 4-mal-200-Meter-Freistilstaffel mit Katerine Savard, Taylor Ruck, Emily Overholt und Kennedy Goss erreichte das Finale mit der sechstschnellsten Vorlaufzeit. Im Endlauf waren Katerine Savard, Taylor Ruck, Brittany MacLean und Penny Oleksiak 6,6 Sekunden schneller als die Vorlaufstaffel und schlugen als Dritte hinter der Staffel aus den Vereinigten Staaten und den Australierinnen an. Alle sechs eingesetzten Schwimmerinnen erhielten eine Bronzemedaille. In ihrem letzten großen Wettkampf trat MacLean über 800 Meter Freistil an und verfehlte als Vorlaufzehnte den Finaleinzug um eine knappe Sekunde.